# ومبدون
ومبدون (به انگلیسی: Wembdon) یک روستا و محله مدنی در بریتانیا است که در سژمور واقع شده‌است. ومبدون ۳٬۶۱۳ نفر جمعیت دارد.